# But sur balles
Un but sur balles (parfois base sur balles et en anglais base-on-balls ou walk) est un terme employé au baseball lorsqu'un lanceur effectue 4 lancers jugés hors de la zone des prises, donc étant déclarées balles par l'arbitre de marbre, le frappeur a le droit d'avancer jusqu'à la première base. S'il y a déjà un coureur au premier but, celui-ci avance au deuxième, et ainsi de suite car il ne peut y avoir deux coureurs sur une même base. Si elles sont déjà toutes occupées, le coureur au troisième peut avancer au marbre et marquer un point.

## But sur balles intentionnel
Il arrive aussi qu'un but sur balles intentionnel soit accordé à un frappeur. Les gérants ont recours à cette technique pour éviter que leur lanceur n'affronte un frappeur particulièrement dangereux. Ils jugent alors plus approprié d'accorder sans effort le premier coussin au frappeur, afin de se mesurer au suivant, que l'équipe estime plus facile à retirer. Lors d'un but sur balles intentionnel, le receveur ne s'agenouille pas comme à l'habitude, mais reste plutôt debout pour attraper les lancers volontairement hauts et hors-cible du lanceur, pendant que le frappeur attend que les quatre balles soient lancées. Il sera permis au frappeur de s'élancer quand même et de frapper la balle, si le tir du lanceur, qui se veut volontairement imprécis, ratait complètement la cible et revenait dans une zone où la balle serait facile à frapper. Une telle situation est toutefois rarissime. 
Le but sur balles intentionnel est aussi stratégiquement utilisé quand il y a moins de 2 retraits (outs), pour rendre possible un double jeu.

## Comme statistique

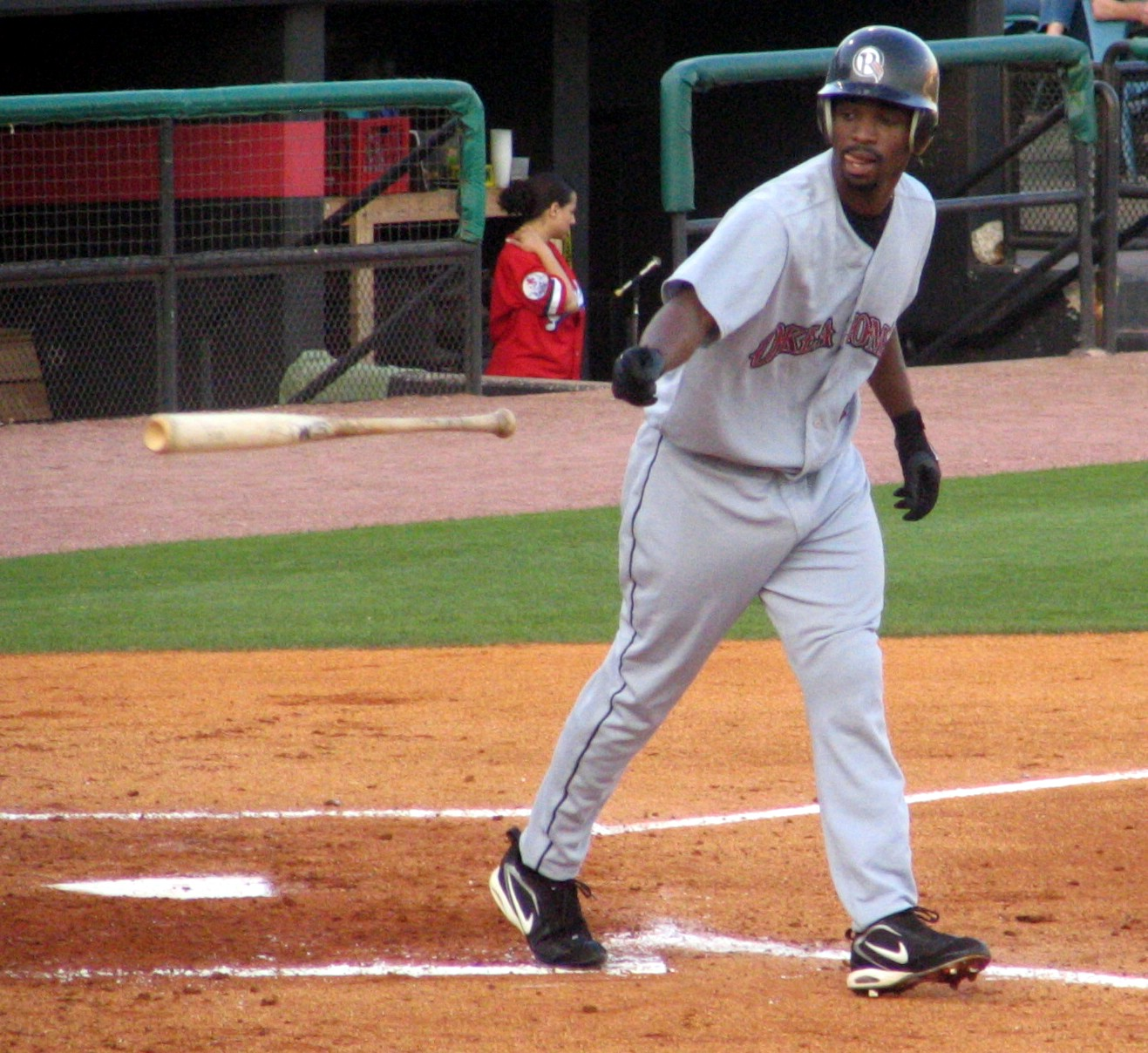
Un joueur se dirige vers le premier but après un but sur balles

### Pour un lanceur
Un lanceur doit éviter d'accorder des bases-sur-balles, puisque l'équipe adverse aura un coureur autour des bases. Le nombre de bases-sur-balles donnés par un lanceur peut être une statistique trompeuse, puisque le nombre de matchs joués, et surtout de manches lancées, sont à considérer. Une meilleure façon de juger de la capacité ou de la difficulté d'un lanceur à retirer les frappeurs adverses est de noter son ratio de bases-sur-balles et de retrait sur des prises (une statistique positive pour lui) ou de calculer la moyenne de bases-sur-balles accordés en fonction du nombre de manches qu'il lance.

### Pour un frappeur
Peu spectaculaire, un but sur balles est néanmoins une bonne statistique pour un frappeur, puisqu'elle lui permet d'atteindre la première base, premier pas vers un éventuel point marqué, et évite un retrait à son équipe. Le nombre de but sur balles sert de plus à calculer la moyenne de présence sur les bases d'un frappeur.
Recevoir un but sur balles ne compte pas comme une présence au bâton officielle pour le frappeur, qui ne voit donc pas sa moyenne au bâton affectée négativement par la performance d'un lanceur adverse incapable d'atteindre la zone des prises.
Un joueur qui obtient un but sur balles lorsque toutes les bases sont occupées fait marquer son coéquipier qui se trouve au troisième but. Le frappeur est crédité d'un point produit pour cette réussite.

## Records de la Ligue majeure de baseball

### Lanceurs
Pour les lanceurs, le nombre de but sur balles accordés peut être élevé pour un joueur ayant eu une longue carrière, et il est commun que les meneurs pour les retraits sur des prises en carrière soient aussi parmi ceux ayant alloués le plus de buts sur balles. Pour cette raison, la moyenne de buts sur balles alloués par tranche de 9 manches lancées est un meilleur indicatif de la performance d'un lanceur, le taux le plus bas étant le meilleur.

#### Buts-sur-balles par 9 manches lancées

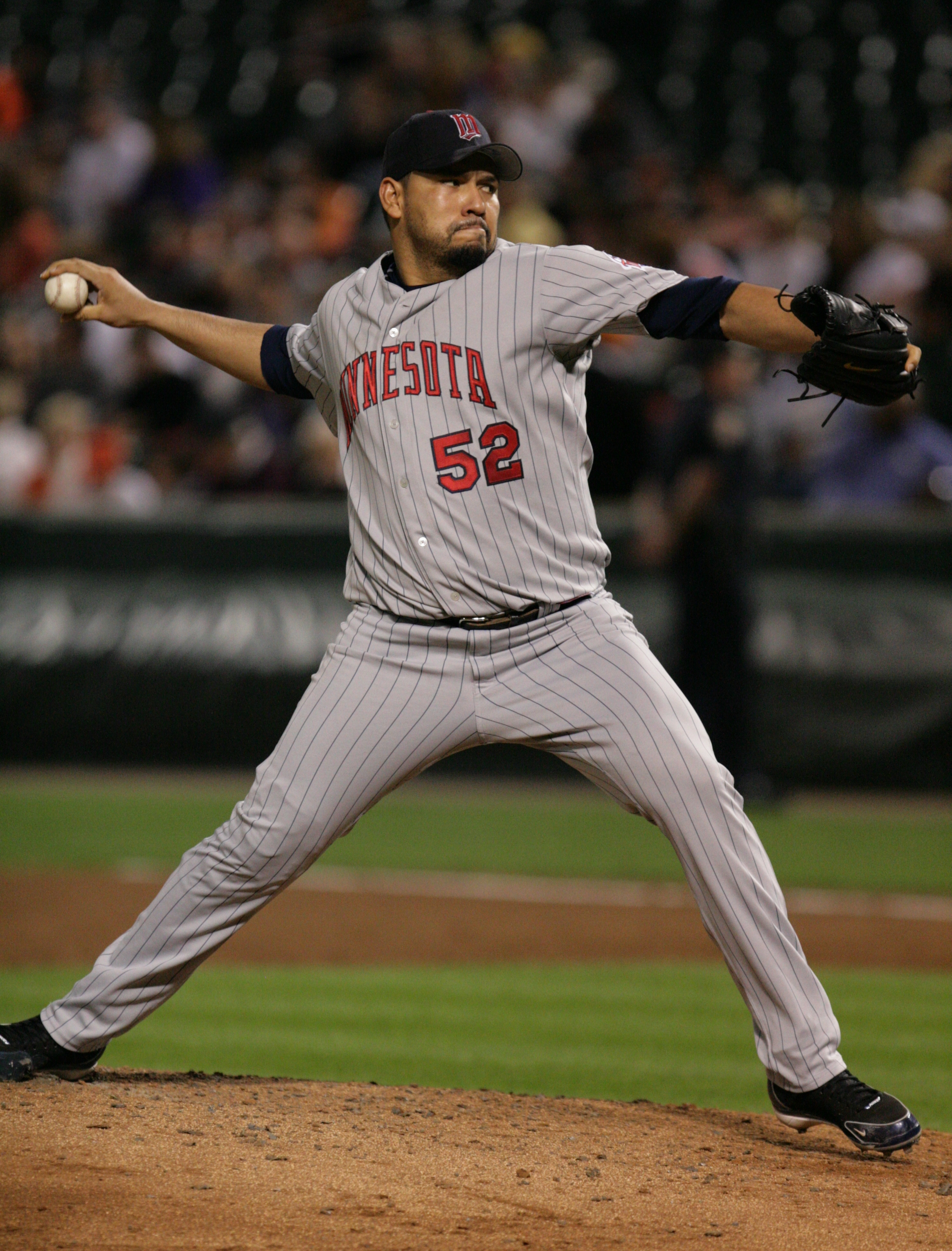
Carlos Silva établit en 2005 le record de l'ère moderne du baseball majeur pour le moins de buts sur balles accordé à l'adversaire en 9 manches lancées.

- Moins de buts sur balles accordés en 9 manches lancées dans une carrière[1] :

1. Candy Cummings - 0,4731
2. Tommy Bond - 0,4787
3. Al Spalding - 0,5114
4. Cherokee Fisher - 0,5430
5. Jim Devlin - 0,5765

- Moins de bases-sur-balles accordés en 9 manches lancées dans une saison[2] :

1. George Zettlein - 0,2308 (Athletics de Philadelphie, saison 1876)
2. Cherokee Fisher - 0,2355 (Reds de Cincinnati, saison 1876)
3. George Bradley - 0,2755 (Grays de Providence, saison 1880)
4. Tommy Bond - 0,2868 (Dark Blues de Hartford, saison 1876)
5. Tommy Bond - 0,3890 (Reds de Boston, saison 1879)

- Moins de bases-sur-balles accordés en 9 manches lancées dans une saison (depuis 1900)[2] :

1. Carlos Silva - 0,4301 (Twins du Minnesota, saison 2005)
2. Babe Adams - 0,6160 (Pirates de Pittsburgh, saison 1920)
3. Christy Mathewson - 0,6176 (Giants de New York, saison 1913)
4. Bret Saberhagen - 0,6598 (Mets de New York, saison 1994)
5. Christy Mathewson - 0,6635 (Giants de New York, saison 1914)

- Moins de bases-sur-balles accordés en carrière en 9 manches lancées par un joueur actif (après la saison 2014)[3] :

1. Dan Haren - 1,8626
2. Cliff Lee - 1,9363
3. Hiroki Kuroda - 1,9924
4. Mark Buehrle - 2,0453
5. Scott Baker - 2,0671

#### Bases-sur-balles accordés

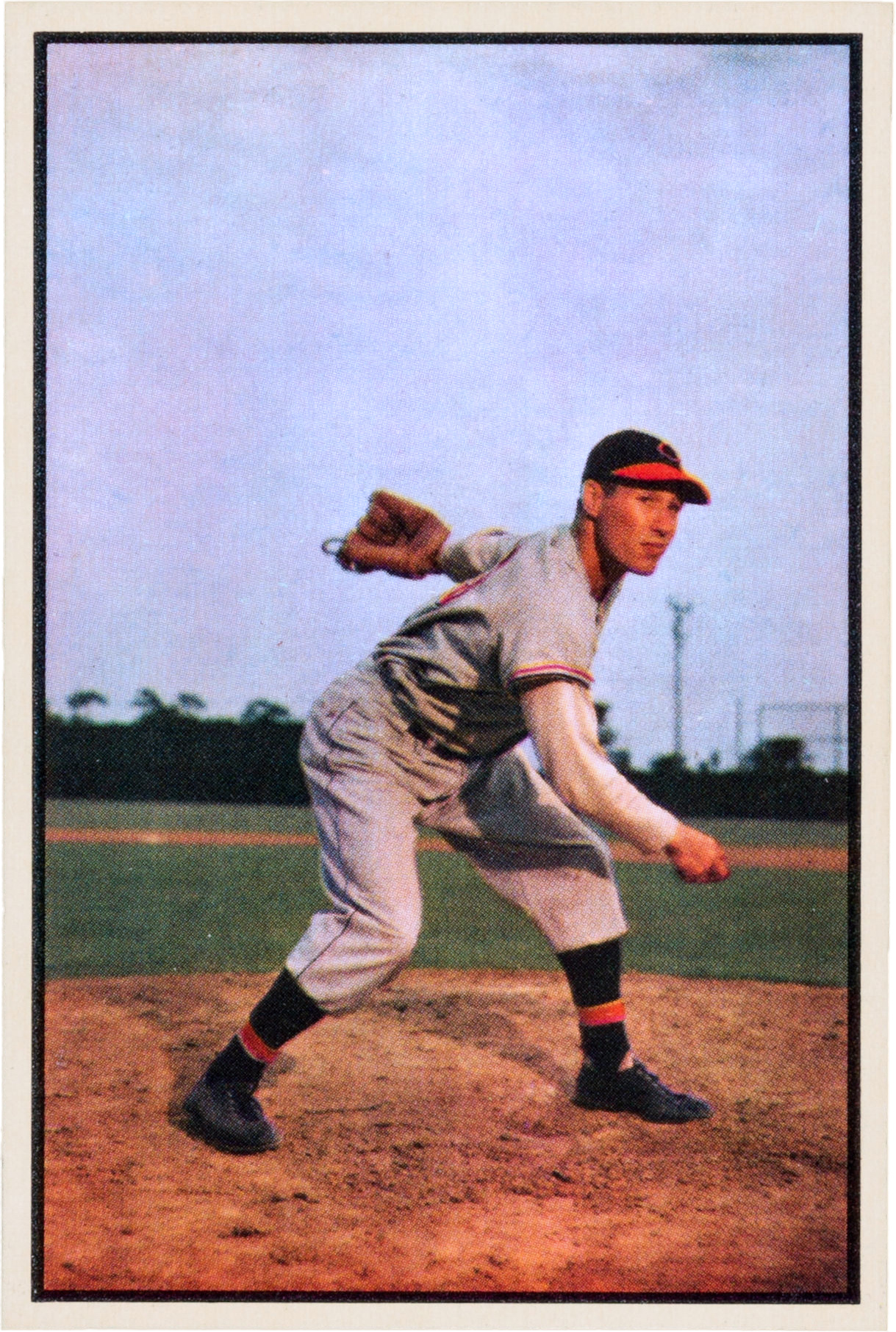
Bob Feller a accordé 208 bases-sur-balles à l'adversaire en 1938, le plus haut total en une saison dans l'ère moderne du baseball majeur

- Plus grand nombre de bases-sur-balles accordés en carrière[5] :

1. Nolan Ryan - 2 795
2. Steve Carlton - 1 833
3. Phil Niekro - 1 809
4. Early Wynn - 1 775
5. Bob Feller - 1 764

- Plus grand nombre de bases-sur-balles accordés en une saison[6] :

1. Amos Rusie - 289 (Giants de New York, saison 1890)
2. Mark Baldwin - 274 (Solons de Columbus, saison 1889)
3. Amos Rusie - 270 (Giants de New York, saison 1892)
4. Amos Rusie - 262 (Giants de New York, saison 1891)
5. Mark Baldwin - 249 (Pirates de Chicago, saison 1890)

- Plus grand nombre de bases-sur-balles accordés en une saison (depuis 1900)[6] :

1. Bob Feller - 208 (Indians de Cleveland, saison 1938)
2. Nolan Ryan - 204 (Angels de la Californie, saison 1977)
3. Nolan Ryan - 202 (Angels de la Californie, saison 1974)
4. Bob Feller - 194 (Indians de Cleveland, saison 1941)
5. Bobo Newsom - 192 (Browns de Saint-Louis, saison 1938)

- Plus grand nombre de bases-sur-balles accordés en carrière par un lanceur en activité (après la saison 2014)[7] :

1. Ryan Dempster - 1 071
2. A. J. Burnett - 1 051
3. Jamey Wright - 978
4. Tim Hudson - 880
5. CC Sabathia - 844

### Frappeurs

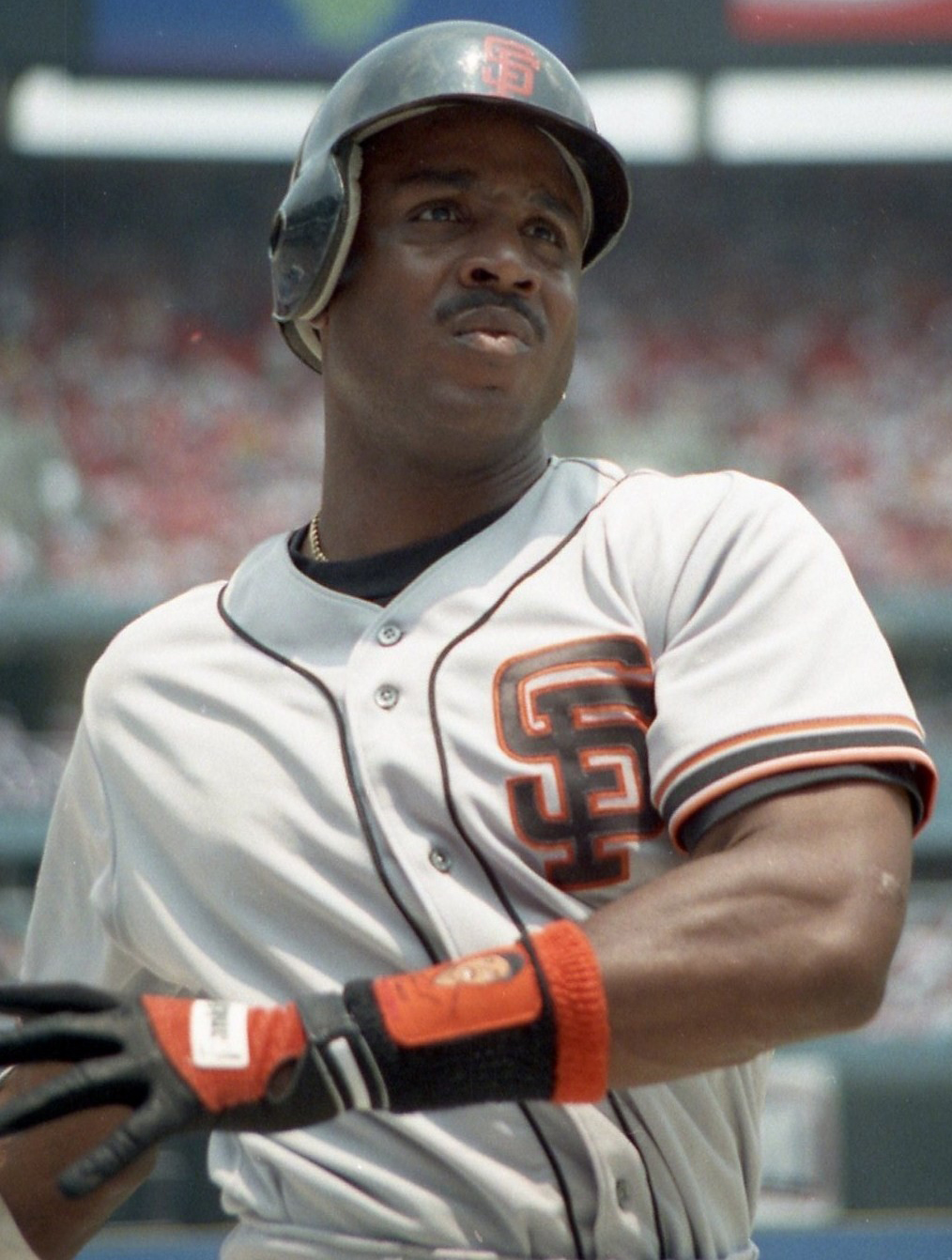
Barry Bonds a reçu 2558 bases-sur-balles entre 1986 et 2007, un record pour une carrière, et détient le record de 232 bases-sur-balles reçus en une seule saison

- Nombre de bases-sur-balles obtenus en carrière[8] :

1. Barry Bonds - 2 558
2. Rickey Henderson - 2 190
3. Babe Ruth - 2 062
4. Ted Williams - 2 021
5. Joe Morgan - 1 865

- Nombre de bases-sur-balles obtenus en une saison[9] :

1. Barry Bonds - 232 (Giants de San Francisco, saison 2004)
2. Barry Bonds - 198 (Giants de San Francisco, saison 2002)
3. Barry Bonds - 177 (Giants de San Francisco, saison 2001)
4. Babe Ruth - 170 (Yankees de New York, saison 1923)
5. Ted Williams - 162 (Red Sox de Boston, saison 1947)
6. Ted Williams - 162 (Red Sox de Boston, saison 1949)
7. Mark McGwire - 162 (Cardinals de Saint-Louis, saison 1998)

- Parmi les joueurs en activité (après la saison 2014)[10] :

1. Jason Giambi - 1 366
2. Alex Rodriguez - 1 240
3. David Ortiz - 1 162
4. Albert Pujols - 1 115
5. Carlos Beltrán - 971